# Monstrotanais ingens
Monstrotanais ingens is een naaldkreeftjessoort . De wetenschappelijke naam van de soort is voor het eerst geldig gepubliceerd in 2007 door Jozwiak & Blazewicz-Paszkowycz.